# 日本のテレビアニメ作品一覧 (や行)
- アニメ > テレビアニメ > 日本のテレビアニメ作品一覧 > 日本のテレビアニメ作品一覧 (や行)
- アニメ > アニメ作品一覧 > 日本のテレビアニメ作品一覧 > 日本のテレビアニメ作品一覧 (や行)

日本のテレビアニメ作品一覧 (や行)（にほんのテレビアニメさくひんいちらん (やぎょう)）は「や行」で始まる日本のテレビアニメ作品一覧。

## や
- やがて君になる - TROYCA
- 焼きたて!!ジャぱん - サンライズ
- 野球狂の詩 - 日本アニメーション
- 薬師寺涼子の怪奇事件簿 - 動画工房
- 約束のネバーランド - CloverWorks
  - 約束のネバーランド Season 2 - CloverWorks
- やくならマグカップも - 日本アニメーション
  - やくならマグカップも　二番窯 - 日本アニメーション
- やさいのようせい N.Y.SALAD - NHK
- 優しさと感動のこだま - ぎゃろっぷ
- ヤダモン - グループ・タック
- ヤッターマン - タツノコプロ
  - ヤッターマン (2008年のテレビアニメ) - タツノコプロ
- やっとかめ探偵団 - エー・シー・エス、ノーサイド
- 八十亀ちゃんかんさつにっき - サエッタ
  - 八十亀ちゃんかんさつにっき 2さつめ - サエッタ
  - 八十亀ちゃんかんさつにっき 3さつめ - サエッタ
  - 八十亀ちゃんかんさつにっき 4さつめ - サエッタ
- やはり俺の青春ラブコメはまちがっている。 - ブレインズ・ベース
  - やはり俺の青春ラブコメはまちがっている。続 - feel.
  - やはり俺の青春ラブコメはまちがっている。完 - feel.
- 山田くんと7人の魔女 - ライデンフィルム
- 山田くんとLv999の恋をする - マッドハウス
- 山ねずみロッキーチャック - ズイヨー映像
- ヤマトタケル - ベガエンタテイメント
- ヤマトナデシコ七変化♥ - 日本アニメーション
- ヤマノススメ - エイトビット
  - ヤマノススメ セカンドシーズン - エイトビット
  - ヤマノススメ サードシーズン - エイトビット
  - ヤマノススメ Next Summit - エイトビット
- 闇芝居（第1期） - ILCA
  - 闇芝居（第2期） - ILCA
  - 闇芝居（第3期） - ILCA
  - 闇芝居（第4期） - ILCA
  - 闇芝居（第5期） - ILCA
  - 闇芝居（第6期） - ILCA
  - 闇芝居（第7期） - ILCA
  - 闇芝居（第8期） - ILCA
  - 闇芝居（第9期） - ILCA
  - 闇芝居（第10期） - ILCA
  - 闇芝居（第11期） - ILCA
  - 闇芝居（第12期） - ILCA
  - 闇芝居（第13期） - ILCA
  - 闇芝居（第14期） - ILCA
- ヤミと帽子と本の旅人 - スタジオディーン
- 闇の末裔 - J.C.STAFF
- やり直し令嬢は竜帝陛下を攻略中 - J.C.STAFF
- やわらか戦車 - Adobe Flash
- やんちゃなポニー - ブルーズープロダクション

## ゆ
- 遊☆戯☆王 - 東映動画
  - 遊☆戯☆王デュエルモンスターズ - ぎゃろっぷ
  - 遊☆戯☆王デュエルモンスターズGX - ぎゃろっぷ
  - 遊☆戯☆王5D's - ぎゃろっぷ
  - 遊☆戯☆王ZEXAL - ぎゃろっぷ
  - 遊☆戯☆王ARC-V - ぎゃろっぷ
  - 遊☆戯☆王VRAINS - ぎゃろっぷ
  - 遊☆戯☆王SEVENS - ブリッジ
  - 遊☆戯☆王ゴーラッシュ!! - ブリッジ
- 勇気爆発バーンブレイバーン- CygamesPictures
- 結城友奈は勇者である -結城友奈の章- - Studio五組
  - 結城友奈は勇者である -鷲尾須美の章-/-勇者の章- - Studio五組
  - 結城友奈は勇者である -大満開の章- - Studio五組
- 勇午 〜交渉人〜 - ジーアンドジーディレクション、アートランド
- 憂国のモリアーティ - Production I.G
- 勇者エクスカイザー - サンライズ
- 勇者王ガオガイガー - サンライズ
  - 勇者王ガオガイガーFINAL GRAND GLORIOUS GATHERING - サンライズ
- 勇者が死んだ! - ライデンフィルム
- 勇者警察ジェイデッカー - サンライズ
- 勇者指令ダグオン - サンライズ
- 勇者特急マイトガイン - サンライズ
- 勇者になれなかった俺はしぶしぶ就職を決意しました。 - アスリード
- 勇者パーティーを追放されたビーストテイマー、最強種の猫耳少女と出会う - EMTスクエアード
- 勇者、辞めます - EMTスクエアード
- 勇者ライディーン - 東北新社
- ゆうとくんがいく - 白組
- 遊星仮面 - TCJ
- 遊星少年パピイ - TCJ
- 円盤皇女ワるきゅーレ（ゆーふぉーぷりんせす - ） - TNK
  - 円盤皇女ワるきゅーレ 十二月の夜想曲 - TNK
  - 円盤皇女ワるきゅーレ 星霊節の花嫁 - TNK
- 夕やけ番長 - 東京テレビ動画
- 幽☆遊☆白書 - スタジオぴえろ
- ユーリ!!! on ICE - MAPPA
- ユーレイデコ - サイエンスSARU
- 雪の女王 - トムス・エンタテインメント
- 柚木さんちの四兄弟。 - 朱夏
- 指先から本気の熱情-幼なじみは消防士- - Studio HōKIBOSHI
  - 指先から本気の熱情2-恋人は消防士- Studio HōKIBOSHI
- ゆびさきと恋々 - 亜細亜堂
- 夢色パティシエール - スタジオ雲雀
  - 夢色パティシエール SP プロフェッショナル - スタジオ雲雀
- 夢王国と眠れる100人の王子様 - project No.9
- 夢喰いメリー - J.C.STAFF
- 夢戦士ウイングマン - 東映動画
- 夢使い - マッドハウス
- 夢のクレヨン王国 - 東映動画
- 夢の星のボタンノーズ - サンリオ
- ユメミル、アニメ「onちゃん」 - エッグy
- 夢見る男子は現実主義者 - Studio五組、AXsiZ
- ゆめりあ - スタジオディーン
- ゆゆ式 - キネマシトラス
- ゆらぎ荘の幽奈さん - XEBEC
- ユリ熊嵐 - SILVER LINK.
- ユリシーズ ジャンヌ・ダルクと錬金の騎士 - AXsiZ
- ユルアニ? - DLE
- ゆるキャン△ - C-Station
  - へやキャン△ - C-Station
  - ゆるキャン△ SEASON2 - C-Station
  - ゆるキャン△ SEASON3 - エイトビット
- ゆるめいつ 3でぃ - C2C
- ゆるゆり - 動画工房
  - ゆるゆり♪♪ - 動画工房
  - ゆるゆり なちゅやちゅみ!+ - TYOアニメーションズ
  - ゆるゆり さん☆ハイ! - TYOアニメーションズ

## よ
- 夜明け前より瑠璃色な 〜Crescent Love〜 - 童夢
- よあそびぐらしっ! -  studioHōKIBOSHI
- よいこ - スタジオぴえろ
- 妖怪アパートの幽雅な日常 - シンエイ動画
- 妖怪ウォッチ - OLM TEAM INOUE
  - 妖怪ウォッチ! - OLM TEAM INOUE
  - 妖怪ウォッチ♪ - OLM TEAM INOUE
  - 妖怪ウォッチ シャドウサイド - OLM TEAM INOUE
  - 妖怪学園Y 〜Nとの遭遇〜 - OLM TEAM INOUE
- 妖怪学校の先生はじめました! - サテライト
- 妖怪伝 猫目小僧 - 東京12チャンネル、和光プロダクション
- 妖怪人間ベム - 第一動画
  - 妖怪人間ベム -HUMANOID MONSTER BEM- - スタジオコメット
- ようこそ実力至上主義の教室へ - Lerche
  - ようこそ実力至上主義の教室へ 2nd Season - Lerche
  - ようこそ実力至上主義の教室へ 3rd Season - Lerche
- 幼女社長 - project No.9
  - 幼女社長R - project No.9
- 幼女戦記 - NUT
- よくわかる現代魔法 - ノーマッド
- 横山光輝 三国志 - 大日本印刷
- 夜桜四重奏 〜ヨザクラカルテット〜 - ノーマッド
  - 夜桜四重奏 〜ハナノウタ〜 - タツノコプロ
- 夜桜さんちの大作戦 - SILVER LINK.
- 吉永さん家のガーゴイル - トライネットエンタテインメント、スタジオ雲雀
- 吉宗 - 銀画屋、AICスピリッツ、GONZINO
- ヨシモトムチッ子物語 - 小学館プロダクション、シンエイ動画
- 四畳半神話大系 - マッドハウス
- ヨスガノソラ - feel.
- 4人はそれぞれウソをつく - スタジオフラッド
- よばれてとびでて!アクビちゃん - タツノコプロ
  - アクビガール - タツノコプロ
- よふかしのうた - ライデンフィルム
- よみがえる空 -RESCUE WINGS- - J.C.STAFF
- 夜のクラゲは泳げない - 動画工房
- 夜ノヤッターマン - タツノコプロ
- ヨルムンガンド - WHITE FOX
  - ヨルムンガンド PERFECT ORDER - WHITE FOX
- 鎧伝サムライトルーパー - サンライズ
- よろしくメカドック - タツノコプロ
- 弱虫ペダル - TMS/制作8班
  - 弱虫ペダル GRANDE ROAD - TMS/8PAN
  - 弱虫ペダル NEW GENERATION - TMS/8PAN
  - 弱虫ペダル GLORY LINE - TMS/8PAN
  - 弱虫ペダル LIMIT BREAK - TMS/Die4Studio
- よんでますよ、アザゼルさん。 - Production I.G
  - よんでますよ、アザゼルさん。Z - Production I.G